# Jasenka Roter-Petrović
Jasenka Roter-Petrović (Sarajevo, 1937.) bosanskohercegovačka je i hrvatska pijanistica i glazbena pedagoginja.

## Životopis
Jasenka Roter-Petrović rođena je u Sarajevu, ali je odrasla u Dubrovniku. Kći je Davorine-Dare i Rudimira-Rudija Rotera, uglednoga dubrovačkoga novinara koji je 2006. godine proglašen Pravednikom među narodima. U Dubrovniku je završila osnovnu školu i gimnaziju, te glazbenu školu. Potom je studirala i 1961. diplomirala glasovir na Muzičkoj akademiji u Zagrebu u razredu prof. Ladislava Šabana. Postdiplomski studij završila je kod Dubravke Tomšič na Akademiji za glasbo u Ljubljani. U Sarajevu je radila kao profesorica u Srednjoj muzičkoj školi te viši umjetnički suradnik na tamošnjoj Muzičkoj akademiji. Koncertirala je diljem bivše Jugoslavije te u Italiji, Portugalu, Grčkoj, Čehoslovačkoj, SSSR-u i Rumunjskoj. Umjetnica je široke opće i glazbene kulture s razvijenim osjećajem za stilske odrednice. Njezine su interpretacije obilježene visokim tehničkim umijećem i tonskom nijansiranošću.
Udata je za prof. Radu Petrovića i ima dva sina. Danas živi u Dubrovniku.

## Nagrade i priznanja
- 1973. – nagrada Prešernovog sklada, Slovenija
- 1973. – nagrada Republičke zajednice za kulturu Bosne i Hercegovine
- 1977. – Zlatna značka Muzičke omladine Jugoslavije
- 1978. – Šestoaprilska nagrada Grada Sarajeva[3]

## Vanjske poveznice
- YouTube / Dubrovačka televizija – Građani o Gradu: Jasenka Roter-Petrović
- Discogs.com – Jasenka Roter-Petrović